# Тьягу Фернандіс (тенісист)
Тьягу Фернандіс (порт. Tiago Fernandes; нар. 29 січня 1993) — колишній бразильський тенісист.
Найвищу одиночну позицію світового рейтингу — 371 місце досяг 1 серпня 2011, парну — 483 місце — 16 липня 2012 року.

## Юніорські фінали турнірів Великого шолома

### Одиночний розряд:13 (1 перемога)
| Результат | Рік  | Турнір                                 | Покриття | Суперник   | Рахунок  |
| --------- | ---- | -------------------------------------- | -------- | ---------- | -------- |
| Перемога  | 2010 | Відкритий чемпіонат Австралії з тенісу | Тверде   | Шон Берман | 7–5, 6–3 |

## Фінали ATP Челленджер і ITF Ф'ючерс

### Одиночний розряд: 2 (1–1)
| Легенда              |
| -------------------- |
| ATP Челленджер (0–1) |
| ITF Ф'ючерс (1–0)    |

| Фінали за покриттям |
| ------------------- |
| Тверде (1–1)        |
| Ґрунт (0–0)         |
| Трава (0–0)         |
| Килим (0–0)         |

| Результат | В-П | Дата     | Турнір                 | Рівень     | Покриття | Суперник   | Рахунок  |
| --------- | --- | -------- | ---------------------- | ---------- | -------- | ---------- | -------- |
| Поразка   | 0–1 | Кві 2011 | Ресіфі, Бразилія       | Челленджер | Тверде   | Тацума Іто | без гри  |
| Перемога  | 1–1 | Тра 2013 | Туреччина F17, Анталія | Ф'ючерс    | Тверде   | Жуль Марі  | 7–5, 6–3 |

### Парний розряд: 6 (1–5)
| Легенда              |
| -------------------- |
| ATP Челленджер (0–0) |
| ITF Ф'ючерс (1–5)    |

| Фінали за покриттям |
| ------------------- |
| Тверде (0–2)        |
| Ґрунт (1–3)         |
| Трава (0–0)         |
| Килим (0–0)         |

| Результат | В-П | Дата     | Турнір                      | Рівень  | Покриття | Партнер          | Суперники                                      | Рахунок               |
| --------- | --- | -------- | --------------------------- | ------- | -------- | ---------------- | ---------------------------------------------- | --------------------- |
| Поразка   | 0–1 | Сер 2009 | Бразилія F13, Жуїз-ді-Фора  | Ф'ючерс | Ґрунт    | Андре Баран      | Маурісіо Дорія-Медіна Гастон-Артуро Грімоліцці | 4–6, 1–6              |
| Поразка   | 0–2 | Сер 2009 | Бразилія F15, Rio Claro     | Ф'ючерс | Ґрунт    | Бруну Семензату  | Марк Ораду Леонарду Кірше                      | 4–6, 4–6              |
| Поразка   | 0–3 | Жов 2010 | Бразилія F28, Fernandópolis | Ф'ючерс | Ґрунт    | Бруну Семензату  | Крістіан Лінделл Фабрісіо Нейс                 | без гри               |
| Поразка   | 0–4 | Бер 2013 | Туреччина F9, Анталія       | Ф'ючерс | Тверде   | Едуарду Дішингер | Пен Ґао Вань Ґао                               | 4–6, 4–6              |
| Поразка   | 0–5 | Вер 2013 | Греція F12, Афіни           | Ф'ючерс | Тверде   | Сем Беррі        | Кевін Ґрікспор Скотт Ґрікспор                  | 7–6(7–5), 3–6, [5–10] |
| Перемога  | 1–5 | Лют 2014 | Аргентина F3, Villa Allende | Ф'ючерс | Ґрунт    | Бруно Сант'Анна  | Валентін Флорес Патрісіо Ерас                  | 7–5, 6–1              |